# گالاگودا
گالاگودا (به لاتین: Galagoda) یک منطقهٔ مسکونی در سری‌لانکا است که در استان مرکزی (سری‌لانکا) واقع شده‌است.